# Beyond the Valley of the Murderdolls
Beyond the Valley of the Murderdolls è il primo album in studio del supergruppo statunitense Murderdolls, pubblicato il 20 agosto 2002 dalla Roadrunner Records.
Nel settembre 2003 la Roadrunner Records pubblicò nuovamente l'album, in un'edizione speciale contenente alcune bonus track.
Fu pubblicata anche una versione in DVD, un mese dopo la prima riedizione dell'album. Nel DVD erano presenti i video di I Love to Say Fuck (live), Dead in Hollywood, Love at First Fright e White Wedding.

## Tracce
1. Slit My Wrist – 3:44
2. Twist My Sister – 2:06
3. Dead in Hollywood – 2:30
4. Love at First Fright – 3:02
5. People Hate Me – 4:46
6. She Was a Teenage Zombie – 2:57
7. Die My Bride – 3:10
8. Grave Robbing U.S.A. – 3:21
9. 197666 – 2:19
10. Dawn of the Dead – 3:43
11. Let's Go to War – 3:24
12. Dressed to Depress – 2:13
13. Kill Miss America – 2:28
14. B-Movie Scream Queen – 3:49
15. Motherfucker, I Don't Care – 2:56

Bonus tracks ristampa 2003
1. Crash Crash – 3:12
2. Let's Fuck – 1:25
3. I Take Drugs – 1:44
4. White Wedding – 3:18
5. Welcome to the Strange – 4:19
6. I Love to Say Fuck – 4:31

DVD
1. I Love to Say Fuck (Live) – 4:47
2. Dead in Hollywood – 2:48
3. Love at First Fright – 3:18
4. White Wedding – 3:35

## Formazione
- Wednesday 13 – voce
- Joey – chitarra, cori
- Tripp – chitarra, cori
- Eric – basso
- Ben – batteria